# Dante Carnesecchi
Dante Carnesecchi (Lerici, 12 de Março de 1892 – La Spezia, 29 de Março de 1921) foi um anarquista individualista  italiano associado com futurismo de esquerda e com outros anarquistas individualistas, tais como Renzo Novatore, Rafanelli Leda e Auro d'Arcola.